# FK Bor
Fudbalski Klub Bor (serb. Фудбалски клуб Бор) – serbski klub piłkarski z siedzibą w mieście Bor.

## Osiągnięcia
- Finał Pucharu Jugosławii: 1967/68

## Historia
Klub FK Bor założony został w 1919 roku. Najbardziej znaczącym w historii klubu był sezon 1967/68. Wówczas FK Bor dotarł do finału Pucharu Jugosławii oraz pierwszy raz w dziejach awansował do I ligi. W finale krajowego pucharu FK Bor przegrał z Crveną Zvezdą z Belgradu aż 0:7. Ponieważ Crvena zdobyła wówczas tytuł mistrzowski, FK Bor zakwalifikował się do Pucharu Zdobywców Pucharów w sezonie 1968/69. W pierwszej rundzie przeciwnikiem okazał się czechosłowacki klub Slovan Bratysława. W Bratysławie FK Bor przegrał 0:3, ale na własnym stadionie bliski był odrobienia straty, wygrywając ostatecznie 2:0. Później okazało się, że drużyna z Jugosławii została wyeliminowana przez triumfatorów tej edycji Pucharu Zdobywców Pucharów.
Następne lata przebiegały pod znakiem ciągłej walki klubu o utrzymanie pierwszoligowego statusu. Spadek do drugiej ligi w sezonie 1970/71 okazał się krótkotrwały, jednak następny spadek w sezonie 1974/75 był już ostateczny.
W sezonie 2006/07 FK Bor zajął w III lidze serbskiej 14. miejsce i spadł do IV ligi.

## Europejskie puchary
Legenda do wszystkich tabel:
- Q – runda eliminacyjna, 1/16, 1/8, 1/4, 1/2 – odpowiednia faza rozgrywek, Grupa – runda grupowa, 1r gr – pierwsza runda grupowa, 2r gr – druga runda grupowa, F – finał, R – runda, PO – play-off
- k. – rzuty karne, los. – losowanie, Dogr. – dogrywka, w. – zasada bramek strzelonych na wyjeździe

| Sezon   | Rozgrywki                 | Runda | Przeciwnik        | Dom | Wyjazd | Ogólnie |
| ------- | ------------------------- | ----- | ----------------- | --- | ------ | ------- |
| 1968/69 | Puchar Zdobywców Pucharów | 1R    | Slovan Bratysława | 2–0 | 0–3    | 2–3     |